# Starting Over
A Starting Over Okui Maszami negyvenharmadik kislemeze. 2009. május 13-án jelent meg az Evolution kiadónál. A kislemez a Final Approach 2: 1st Priority Portable videójáték nyitódalát tartalmazza. A japán kislemez eladási lista kilencvenkettedik helyéig jutott el, és csak egy hétig szerepelt rajta, és csak 690 példány kelt el belőle.

## Dalok listája
1. Starting Over 4:38
2. Regret 5:50
3. Starting Over (Instrumental) 4:37
4. Regret (Instrumental) 5:51